# Sangiovese di San Marino
Il sangiovese di San Marino è un vino la cui produzione è consentita nella repubblica di San Marino. È prodotto con uve sangiovese.

## Caratteristiche organolettiche
- colore: rosso rubino intenso
- odore: vinoso, fresco, fruttato
- sapore: pieno, morbido e armonico

## Abbinamenti consigliati
È consigliato l'abbinamento con antipasti di salumi, primi piatti con ragù, cacciagione e formaggi soprattutto stagionati.